# Pathé Ciss
Pathé Ciss, né le 16 mars 1994 à Dakar, est un footballeur international sénégalais qui évolue au poste de milieu de terrain au Rayo Vallecano.

## Biographie

### Carrière en club
Né à Dakar au Sénégal, Pathé Ciss est formé par le Diambars FC, où il commence sa carrière professionnelle. Il joue ensuite pour l'União Madeira, avec des prêts entre le Portugal et l'Espagne. Mais c'est au Rayo Vallecano à partir de 2021 que Ciss va vraiment s'illustrer au plus haut niveau, s'imposant comme un élément central du club madrilène de Liga,,,.

### Carrière en sélection
En septembre 2022, Pathé Ciss est convoqué pour la première fois avec l'équipe nationale du Sénégal. Il honore sa première sélection le 24 septembre 2022, à l'occasion d'un match amical contre la Bolivie. Il est titulaire lors de la victoire 2-0 de son équipe,,.
Le 11 novembre 2022, il est sélectionné par Aliou Cissé pour participer à la Coupe du monde 2022. Le 29 décembre 2023, il est retenu dans la liste des vingt-sept joueurs sénégalais sélectionnés par Aliou Cissé pour disputer la Coupe d'Afrique des nations 2023.